# Route nationale 733
Pour les articles homonymes, voir Route 733.
La route nationale 733 ou RN 733 était une route nationale française reliant Rochefort à Royan. À la suite de la réforme de 1972, elle a été déclassée en RD 733.

## Tracé de Rochefort à Royan (D 733)
- Rochefort
- Saint-Agnant
- Le Gua
- L'Éguille
- Saint-Sulpice-de-Royan
- Royan